# Луговое (Акмолинская область)
Лугово́е (каз. Луговое) — упразднённое село в Астраханском районе Акмолинской области Казахстана. Входил в состав Кайнарского сельского округа. Код КАТО — 113657109.

## География
Село располагалось на берегу реки Ишим, в западной части района, на расстоянии примерно 54 километров (по прямой) к северо-западу от административного центра района — села Астраханка.
Абсолютная высота — 274 метров над уровнем моря.
Ближайшие населённые пункты: село Бейис Хазирета — на севере.

## История
Постановлением акимата Акмолинской области от 17 июня 2009 года № а-7/264 и решением Акмолинского областного маслихата от 17 июня 2009 года № 4С-15-9 «Об упразднении и преобразовании некоторых населенных пунктов и сельских округов Акмолинской области по Атбасарскому, Астраханскому и Енбекшильдерскому районам» (зарегистрированное Департаментом юстиции Акмолинской области 24 июля 2009 года № 3327):
- сёла Каратубек, Луговое были отнесены в категорию иных поселений и исключёны из учётных данных;
- поселения упразднённых населённых пунктов — вошли в состав села Кайнарское;
- Кайнарский сельский округ был упразднён и исключён из учётных данных как самостоятельная административно-территориальная единица;
- Узункольский сельский округ был преобразован с включением в его состав — села Кайнарское и территорию упразднённого Кайнарского сельского округа.

Постановлением акимата Акмолинской области от 26 сентября 2014 года № А-9/472 и решением Акмолинского областного маслихата от 26 сентября 2014 года № 5С-30-8 «О переводе в категорию иных поселений села Кайнарское Астраханского района Акмолинской области» (зарегистрированное Департаментом юстиции Акмолинской области 5 ноября 2014 года № 4434):
- село Кайнарское — было переведено в категорию иных поселений и исключено из учётных данных;
- поселение упразднённого населённого пункта — вошло в состав села Узунколь (административного центра сельского округа).

## Население
В 1989 году население села составляло 279 человек (из них казахи — 32 %, русские — 32 %).
В 1999 году население села составляло 89 человек (47 мужчин и 42 женщины). По данным переписи 2009 года, в селе проживало 28 человек (15 мужчин и 13 женщин).
| Численность населения | Численность населения | Численность населения |
| 1989                  | 1999                  | 2009                  |
| --------------------- | --------------------- | --------------------- |
| 279                   | ↘89                   | ↘28                   |